# Panchadashi
Panchadashi (IAST: Pañcadaśī) est un ouvrage en sanskrit composé au XIVe siècle et attribué à Mādhavācārya, dont l'épithète est Vidyāraṇya. Son titre s'explique par le fait que le livre est composé de quinze chapitres. Cet écrit tardif fait partie de l'ensemble du corpus de textes liés à l'école de l'Advaita Vedānta dont l'un des fondateurs est Ādi Śaṅkara. Il a été utilisé des siècles durant comme introduction à l'Advaita Vedānta.  

## Structure du texte
Panchadashi comporte quinze chapitres (prakaraṇa) subdivisés en trois sections de cinq chapitres chacun (pañcaka). Ces trois sections couvrent les définitions relatives à la triade saccidānanda (en). Celles-ci sont par ordre dans le texte:
1. Viveka pañcaka : les cinq chapitres de la discrimination entre le soi et le non-soi (le Réel et l'Irréel). Cette section correspond à Sat (L'Être ou le Réel).
2. Dīpa pañcaka : les cinq chapitres décrivant  la nature de l'Ātman comme la conscience pure. Cette section correspond à Cit (La Conscience).
3. Ānanda pañcaka : les cinq chapitres décrivant la nature de l'Ātman comme pure félicité. Cette section correspond à Ānanda (La Joie ou la Félicité).

### Viveka pañcaka
Section des cinq prakaraṇa de la discrimination, qui sont par ordre de progression:
- Tattvaviveka : la Discrimination sur la Réalité.
- Pañcamahābhūtaviveka : la Discrimination sur les Cinq Grands Éléments.
- Pañcakośaviveka : la Discrimination sur les Cinq Enveloppes.
- Dvaitaviveka : la Discrimination sur la dualité.
- Mahāvākyaviveka : la Discrimination sur les Grandes Énonciations.

### Dīpa pañcaka
Section des cinq prakaraṇa sur la nature de la réalité qui est conscience, qui sont dans l'ordre:
- Citradīpa
- Tṛptidīpa
- Kūṭasthadīpa
- Dhyānadīpa
- Nāṭakadīpa

### Ānanda pañcaka
Section des cinq prakaraṇa de la Joie ou de la Félicité, qui sont dans l'ordre:
- Yogānanda : la Félicité du Yoga.
- Ātmānanda : la Félicité du Soi.
- Advaitānanda : la Félicité de la Non-dualité.
- Vidyānanda : la Félicité de la Connaissance.
- Viṣayānanda : la Félicité des Objets des sens.